# Come Hell or High Water
Come Hell or High Water è un album live dei Deep Purple registrato nel 1993 e pubblicato nel 1994 (nel 2001 è stata pubblicata la versione rimasterizzata in DVD) durante il tour che promuoveva l'uscita dell'album in studio The Battle Rages On....

## Il disco
Il live contiene pezzi storici della band e pezzi più recenti ed è l'ultimo concerto con Ritchie Blackmore alla chitarra, che abbandonò il tour nel 1993 senza partecipare alle date giapponesi. Per concludere il tour, fu chiamato il chitarrista Joe Satriani. Tuttavia, ad oggi, nessuna registrazione ufficiale con Satriani è stata pubblicata, con grande dispiacere dei fan.
Il disco uscì inizialmente come secondo CD in una versione estesa The Battle Rages on... ed in seguito fu pubblicato come live. Inoltre, è l'ultimo live ufficiale pubblicato dal gruppo contenente il brano Child in Time, da lì in poi rimasto escluso a causa delle difficoltà vocali di Gillan.
Blackmore aveva un problema con la presenza dei cameraman dalla sua parte del palco e, nella data registrata a Bimingham, ritornò ai camerini finché i cameraman non si spostarono. Questo portò ad un intro più lunga del solito e priva della parte di chitarra di "Highway Star" e a al troncamento di altre parti soliste di Blackmore durante lo show. Il chitarrista, infatti, sosteneva che la loro presenza non era stata prevista nel contratto concernente il tour che firmò con gli altri componenti della band e giunse persino a tirare un bicchiere di acqua ad un cameraman che lo stava filmando. L'insoddisfazione da parte del resto della band nei suoi confronti è evidente nelle interviste presenti nel DVD pubblicato nel 2001.
Il CD presenta tracce presenti dello show di Stuttgart, con la sola eccezione di "Anyone's Daughter", presa dalla data di Birmingham. Stando alle dichiarazioni di Glover, la band non ebbe alcun voce in capitolo sulla pubblicazione del disco e sulla scelta della scaletta che, ancora una volta, si proponeva come una specie di "Greatest Hits live" con l'evidente esclusione della title track, The Battle Rages On. La traccia fu poi inclusa nel DVD pubblicato successivamente nel 2001.
Le versioni intere del concerto di Stuttgart e Birmingham furono pubblicate nel 2006 da parte di Sony/BMG come parte di un box set di 4 CD intitolato Live in Europe 1993, in cui ogni singolo concerto aveva la propria copertina apribile in cartoncino. Nel 2007 ogni show ebbe la sua release separata, in jewel case, ma lo show di Birmingham fu rimosso in fretta a causa della protesta di Gillan sulla sua ri-riedizione.

## Tracce
CD (1994)
1. Highway Star - 6:40
2. Black Night - 5:40
3. A Twist in the Tale - 4:27
4. Perfect Strangers - 6:52
5. Anyone's Daughter - 3:57
6. Child in Time - 10:48
7. Anya - 12:13
8. Speed King - 7:29
9. Smoke on the Water - 10:26

DVD (2001)
1. Highway Star
2. Black Night
3. Talk About Love
4. A Twist in the Tale
5. Perfect Strangers
6. Beethowen 9th
7. Knockin' at Your Back Door
8. Anyone's Daughter
9. Child in Time
10. Anya
11. The Battle Rages on...
12. Lazy (con assolo di batteria)
13. Space Truckin'
14. Woman from Tokyo
15. Paint it Black
16. Smoke on the Water

## Accoglienza
L'album ricevette recensioni miste. Steve Newton scrisse che "il mondo probabilmente può fare a meno di un'altra versione che duri più di 10 minuti di Child In Time. Avrei preferito un'altra versione di più di 10 minuti di Space Truckin', ma per qualche strano motivo non è riuscita ad arrivare su disco. Peccato."
Su AllMusic, Roch Parisien scrive "Abbiamo veramente bisogno di ascoltare questa un tempo orgogliosa formazione andare avanti attraverso i movimenti stanchi di "Highway Star," "Speed King," e "Child In Time?" Ad essere onesti, il gruppo fa girare la testa con quella che appare, inizialmente, una versione ringiovanita di "Smoke On The Water".
George Starostin scrive che la voce di Gillan è così sofferta da Brian Johnson-ificarsi e che l'unico numero che sorprende è proprio l'inaspettato "Anyone's Daughter", proprio perché non richiede l'impegno vocale degli energici classici. Inoltre, aggiunge: "Se Come Hell Or High Water veramente riflette l'energia delle scalette ed il livello energia media del tempo, posso solo aver pietà dei fan che non si aspettavano di attendere quei concerti sperando la magia di un tempo."

## Formazione
- Ian Gillan - voce
- Ritchie Blackmore - chitarra
- Roger Glover - basso
- Ian Paice - batteria
- Jon Lord - organo Hammond